# Cayo Julio Baso (cónsul 139)
Cayo o Gayo Julio Baso (en latín: Gaius Julius Bassus) fue un senador romano, que vivió en el siglo II, y desarrolló su cursus honorum bajo los reinados de Adriano, y Antonino Pío. Fue cónsul sufecto en el año 139 junto a Marco Cecio Justino.

## Orígenes familiares
Era hijo de Gayo Julio Cuadrato Baso, cónsul en el año 105. Los Iulii Bassi eran una familia prominente de la ciudad de Pérgamo, que había descendido de la dinastía Atálida y los tetrarcas de Galacia.

## Vida y carrera
Julio Baso puede ser la misma persona que estuvo activa en el siglo II y que Lucano describe como un sofista afeminado; la Antología Palatina conserva un poema de un tal "Baso de Smyrna", que no tenía por qué haber nacido en esa ciudad; Galeno dedicó su De libris propriis a un tal Baso.
El conocimiento de la carrera de Julio Baso, además de su consulado, se limita a un nombramiento, como gobernador de la provincia imperial de Dacia Superior; Werner Eck fecha su mandato desde finales de 135 (una inscripción da fe de su cargo de gobernador el 13 de diciembre de 135) hasta el año 138.